# Futbol a Kuwait
El futbol és l'esport més popular a Kuwait. És dirigit per l'Associació de Futbol de Kuwait.

## Competicions
- Lligues:
  - Lliga kuwaitiana de futbol
- Copes:

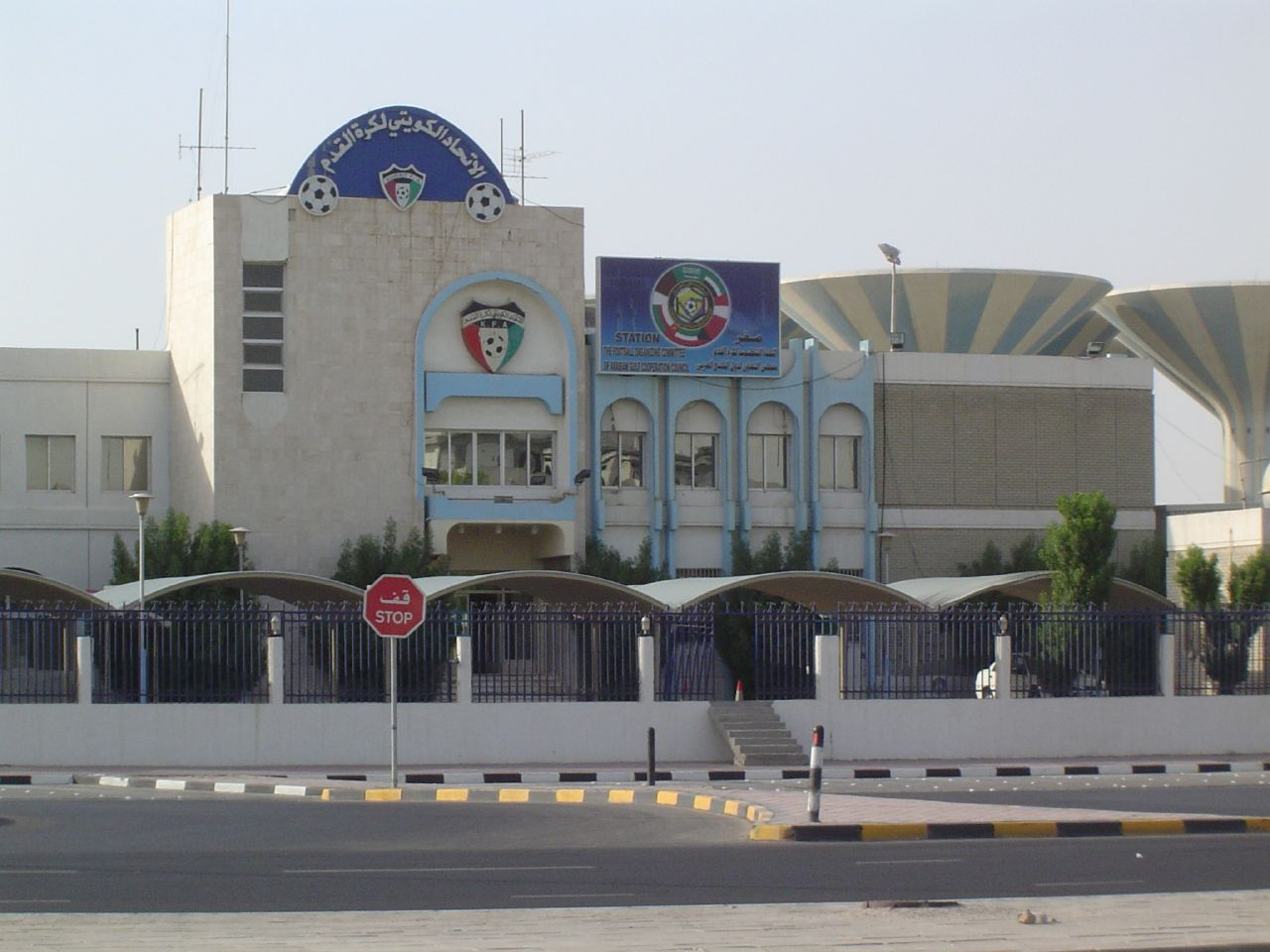
Seu de l'Associació de Kuwait de futbol.

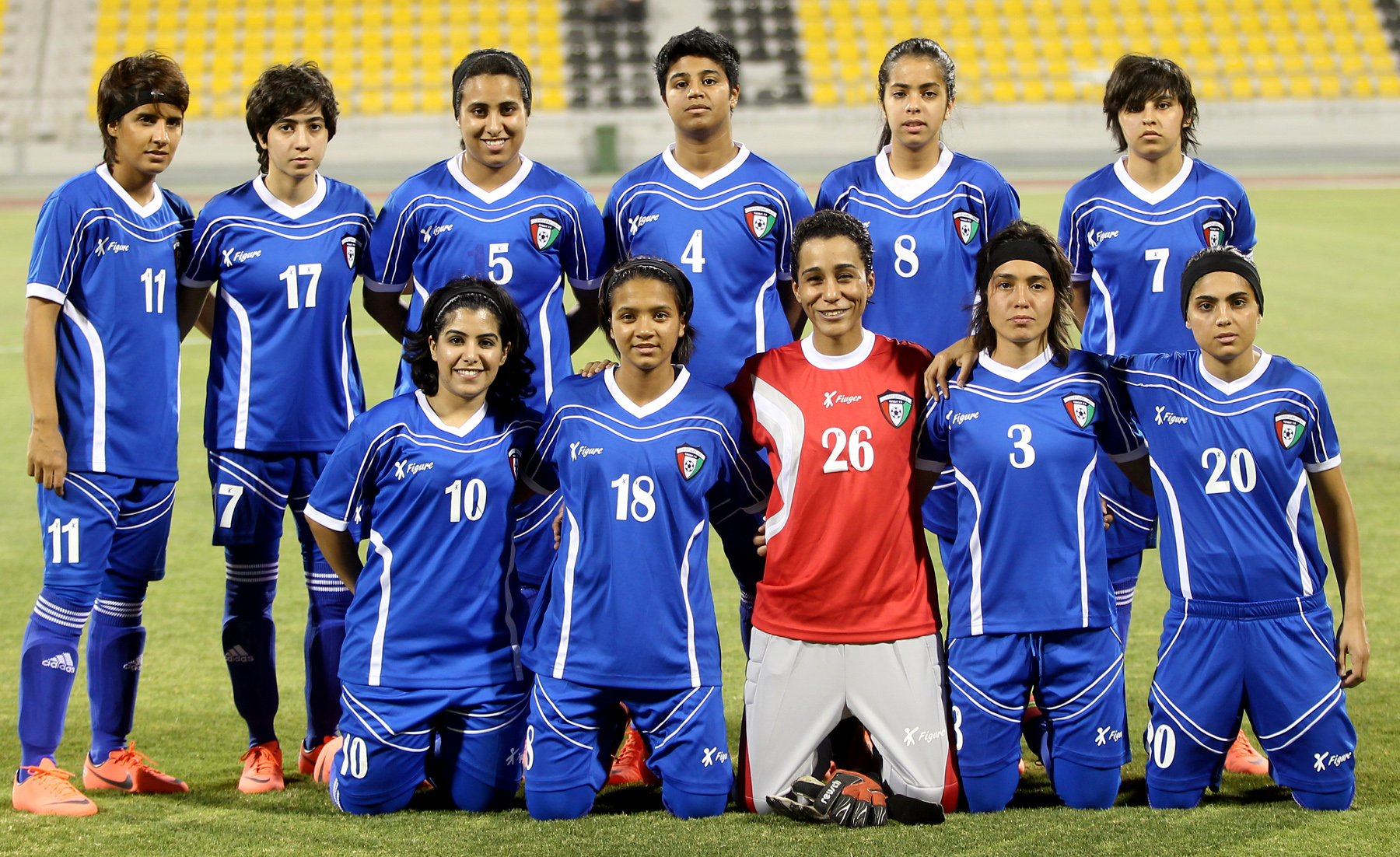
Selecció femenina de Kuwait.

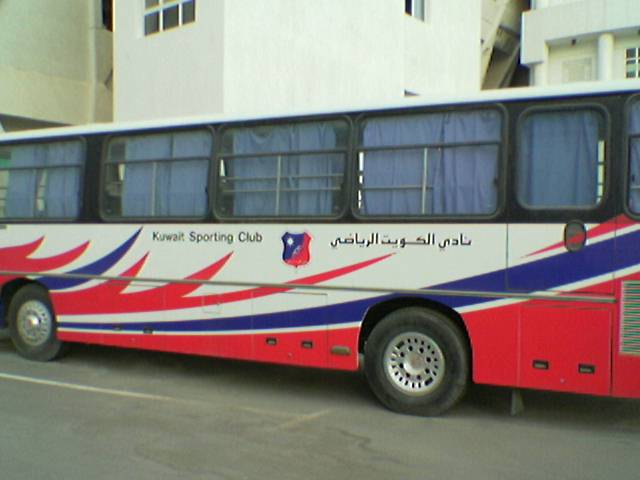
Autobús del Kuwait SC.

  - Copa de l'Emir kuwaitiana de futbol
  - Copa Príncep de la Corona kuwaitiana de futbol
  - Supercopa kuwaitiana de futbol
  - Copa Federació kuwaitiana de futbol
  - Copa Al Kurafi (desapareguda)

## Principals clubs
Clubs amb més títols nacionals a 2021.
- Al-Arabi SC
- Al-Qadisiya SC
- Al-Kuwait SC
- Kazma SC
- Al-Salmiya SC
- Al Jahra SC
- Al-Yarmouk SC
- Al-Fahaheel SC
- Al-Tadhamon SC
- Al Sahel SC
- Al-Shabab SC
- Al-Nasr SC
- Khaitan SC

## Jugadors destacats
Fonts:
Des de 1970
- Jassem Yaqoub
- Farouk Ibrahim
- Ahmed Al-Tarabulsi
- Fathi Kameel

Des de 1980
- Abdulaziz Al-Anberi
- Mahboub Juma'a Mubarak
- Faisal Al-Dakhil
- Saad Al-Houti
- Samir Said

Des de 1990
- Jassem Al-Houwaidi
- Wael Sulaiman
- Abdullah Wabran
- Osama Hussain
- Jamal Mubarak

Des de 2000
- Nohair Al-Shammari
- Nawaf Al-Khaldi
- Waleed Ali
- Bader Al-Mutawa
- Bashar Abdullah

Des de 2010
- Musaed Neda
- Fahad Awadh

## Principals estadis
| # | Estadi                              | Capacitat | Ciutat    |
| - | ----------------------------------- | --------- | --------- |
| 1 | Estadi Internacional Jaber Al-Ahmad | 60.001    | Ardhiya   |
| 2 | Estadi Sabah Al Salem               | 26.000    | Mansuriya |
| 3 | Estadi Mohammed Al-Hamad            | 25.200    | Hawalli   |
| 4 | Estadi Al-Sadaqua Walsalam          | 23.000    | Adiliya   |